# Dobrzyca (gromada w powiecie pleszewskim)
Dobrzyca – dawna gromada, czyli najmniejsza jednostka podziału terytorialnego Polskiej Rzeczypospolitej Ludowej w latach 1954–1972.
Gromady, z gromadzkimi radami narodowymi (GRN) jako organami władzy najniższego stopnia na wsi, funkcjonowały od reformy reorganizującej administrację wiejską przeprowadzonej jesienią 1954 do momentu ich zniesienia z dniem 1 stycznia 1973, tym samym wypierając organizację gminną w latach 1954–1972.
Gromadę Dobrzyca z siedzibą GRN w Dobrzycy (wówczas wsi) utworzono – jako jedną z 8759 gromad na obszarze Polski – w powiecie krotoszyńskim w woj. poznańskim, na mocy uchwały nr 27/54 WRN w Poznaniu z dnia 5 października 1954. W skład jednostki weszły obszary dotychczasowych gromad Dobrzyca, Lutynia i Strzyżew ze zniesionej gminy Dobrzyca w tymże powiecie. Dla gromady ustalono 24 członków gromadzkiej rady narodowej.
1 stycznia 1956 gromada weszła w skład nowo utworzonego powiatu pleszewskiego w tymże województwie.
1 stycznia 1960 do gromady Dobrzyca włączono obszar zniesionej gromady Trzebin w tymże powiecie.
1 stycznia 1962 do gromady Dobrzyca włączono obszar zniesionej gromady Koźminiec (bez miejscowości Karminiec i Trzebowa) w tymże powiecie.
Gromada przetrwała do końca 1972 roku, czyli do kolejnej reformy gminnej. 1 stycznia 1973 – tym razem w powiecie pleszewskim – reaktywowano gminę Dobrzyca.